# Circonscription de Mota
La circonscription de Mota est une des 135 circonscriptions législatives de l'État fédéré Amhara, elle se situe dans la Zone Est Godjam. Son représentant actuel est Abebe Arega Ayele.